# Hanger Lane
Hanger Lane – stacja londyńskiego metra położona na trasie Central Line pomiędzy stacjami Perivale i North Acton. Stacja mieści się w trzeciej strefie biletowej, w dzielnicy Ealing, w zachodniej części miasta.
Hanger Lane została otwarta 30 czerwca 1947.

## Połączenia
Stację obsługują autobusy linii 83, 95, 112, 487 i 226.

## Galeria

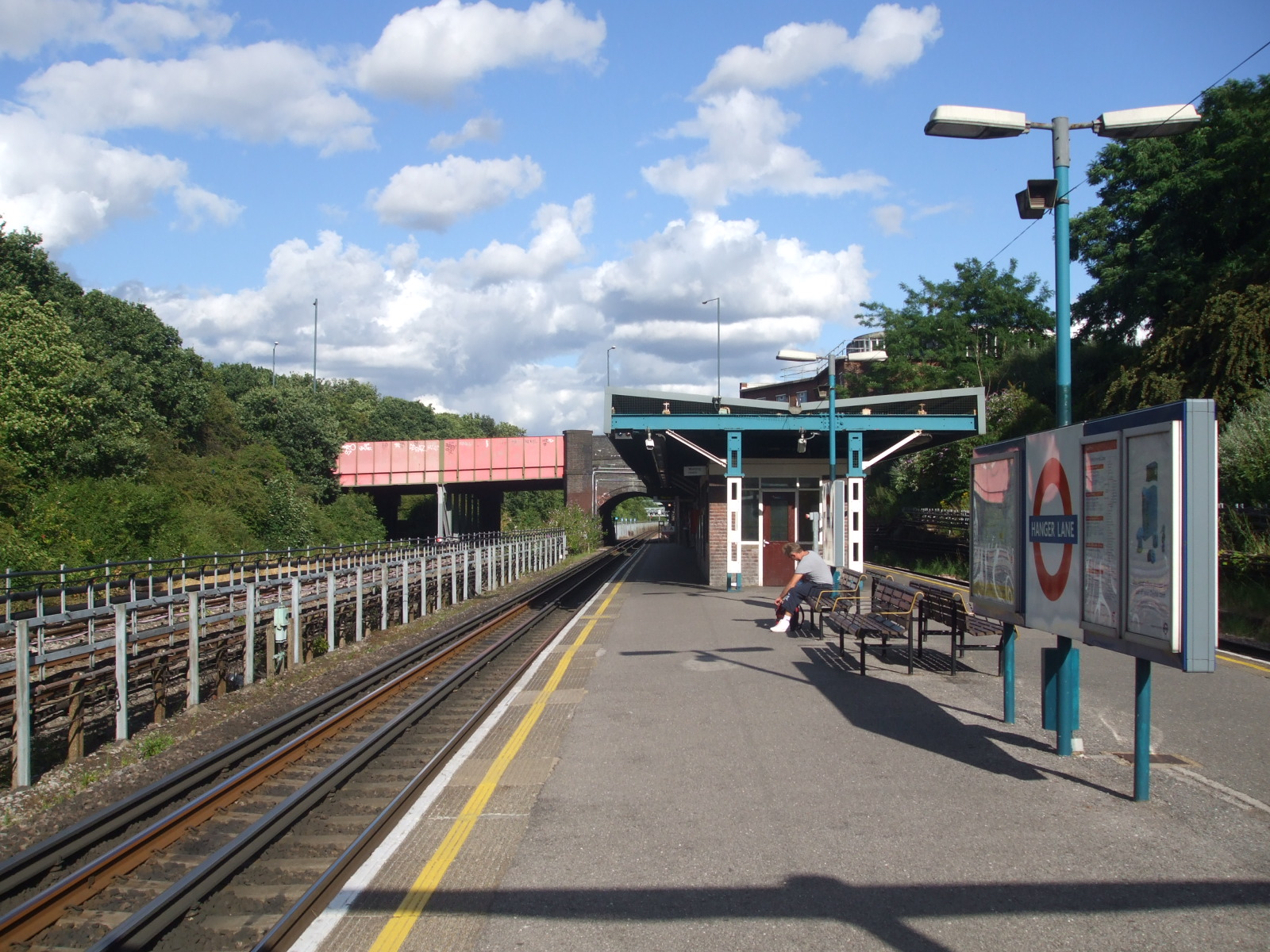
Peron w kierunku wschodnim
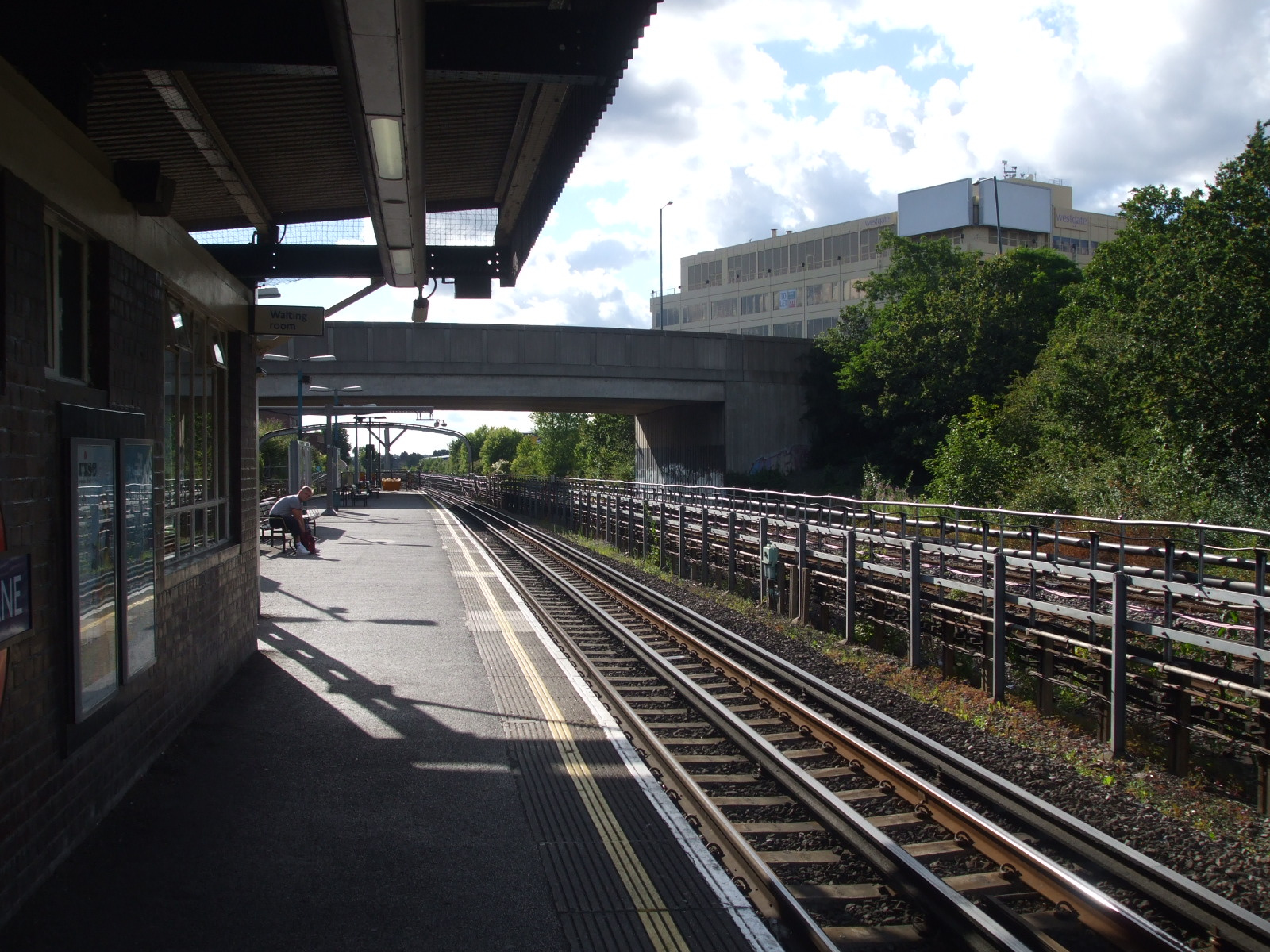
Peron w kierunku zachodnim
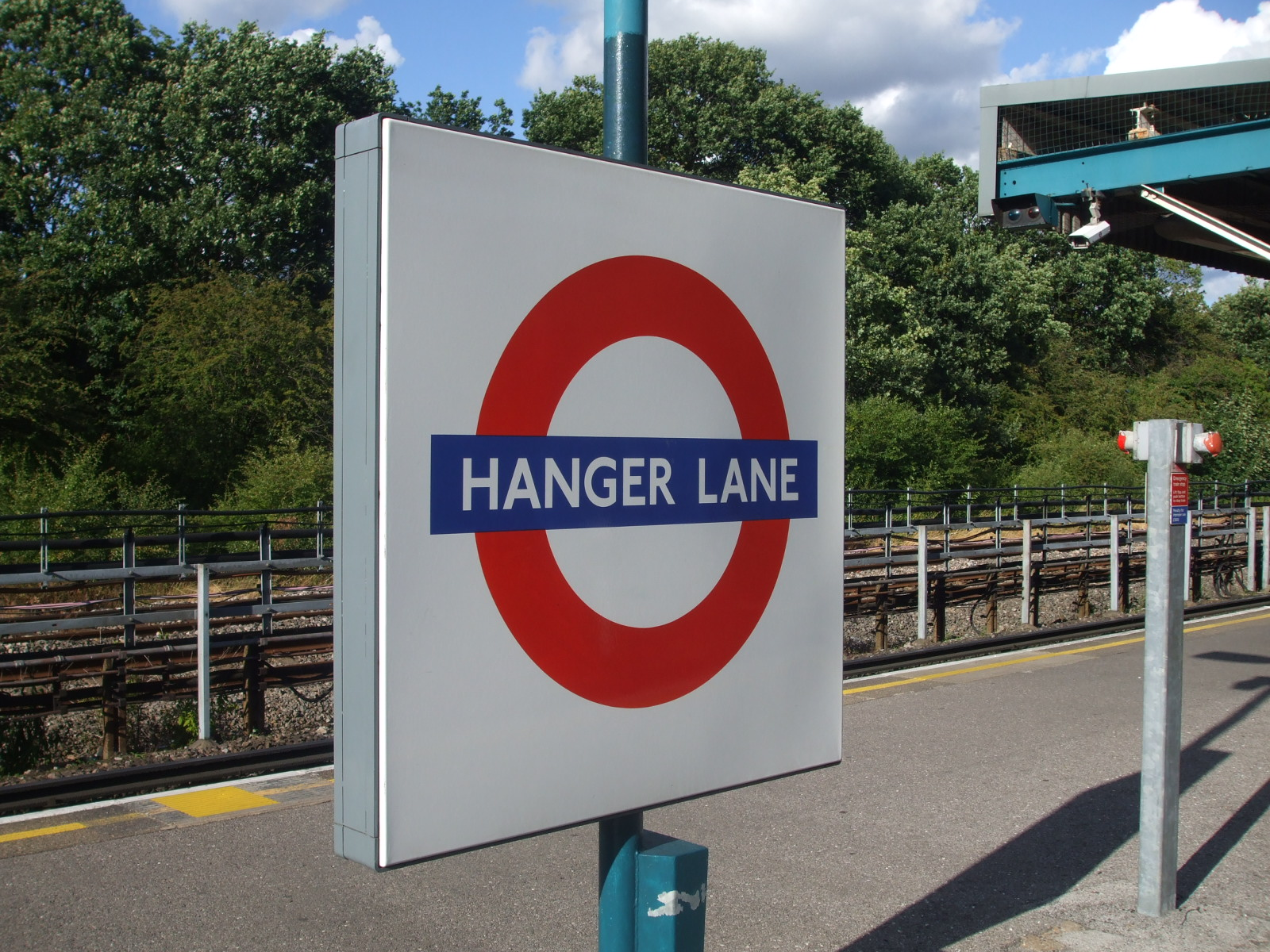
Symbol stacji